# تيوتونيو فيليلا فيليو
تيوتونيو فيليلا فيليو (فيكوسا، ألاغواس، 29 يناير 1951) هو اقتصادي برازيلي وسياسي وحاكم ألاغواس من 2007 إلى 2015. تخرج في جامعة برازيليا ثم تخصص في إدارة الأعمال. وهو ابن لزوج ألاغواس تيوتونيو برانداو فيليلا ولينيتا كوينتيلا. حصل برانداو فيليلا على درجة في الاقتصاد من جامعة برازيليا، تخصص إدارة الأعمال.
وهو أحد أبناء السناتور السابق تيوتونيو فيليلا، وكان أحد مؤسسي مديرية الأمن العام. في عام 1986 فاز بأول انتخابات لمجلس الشيوخ، وأصبح في ذلك الوقت أصغر عضو في مجلس الشيوخ يتولى منصبًا في البرازيل. أعيد انتخابه لذلك في عامي 1994 و2002. في عام 2006 انتخب حاكم ألاغواس، وأعيد انتخابه في عام 2010.